# Willy Neven
Willy Joannes Matheus Neven (Neerpelt, 5 februari 1948 – Halen, 15 januari 2025) was een Belgisch politicus voor de CVP en haar opvolger CD&V. Hij was burgemeester van Halen.

## Levensloop
Neven werd in 1976 voor het eerst verkozen in de gemeenteraad van Halen. Hij belandde met zijn partij in de oppositie. In 1980 werd hij ook provincieraadslid van Limburg.  Na de gemeenteraadsverkiezingen van 1982 werd hij burgemeester. Hij bleef dit tot hij in 1986 bestendig afgevaardigde werd van de provincie Limburg. Hij werd als burgemeester vervangen door Gaston Gemis. Na de provincieraadverkiezingen van 1991 werd hij als gedeputeerde vervangen door Hilde Houben-Bertrand.
Bij de gemeenteraadsverkiezingen van 1994 was Neven lijsttrekker van Inzet, een kartellijst van CVP, Volksunie en VLD. Deze lijst behaalde de absolute meerderheid en hij werd opnieuw burgemeester. Ook bij de twee volgende gemeenteraadsverkiezingen behaalde de kartellijst de absolute meerderheid en bleef hij burgemeester tot in 2012. Als burgemeester hield hij zich bezig met de aanpak van de overstromingsproblematiek in Halen. 
Neven werd in 2014 benoemd tot ereburgemeester.